# サトコ (オペラ)

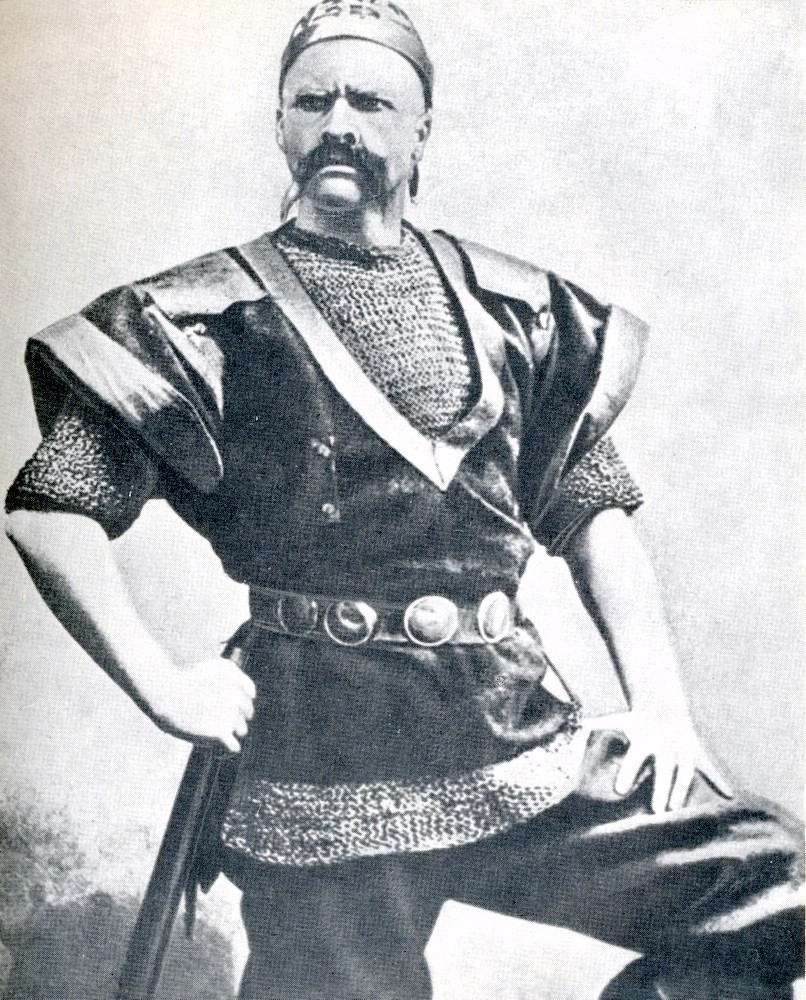
ヴァリャーグを演じるシャリアピン(1898)

『サトコ』（Садко）は、ニコライ・リムスキー＝コルサコフが1895年から1896年にかけて作曲し、1897年に上演されたロシア語のオペラ。
7場から構成される。演奏時間は2時間50分。

## 概要

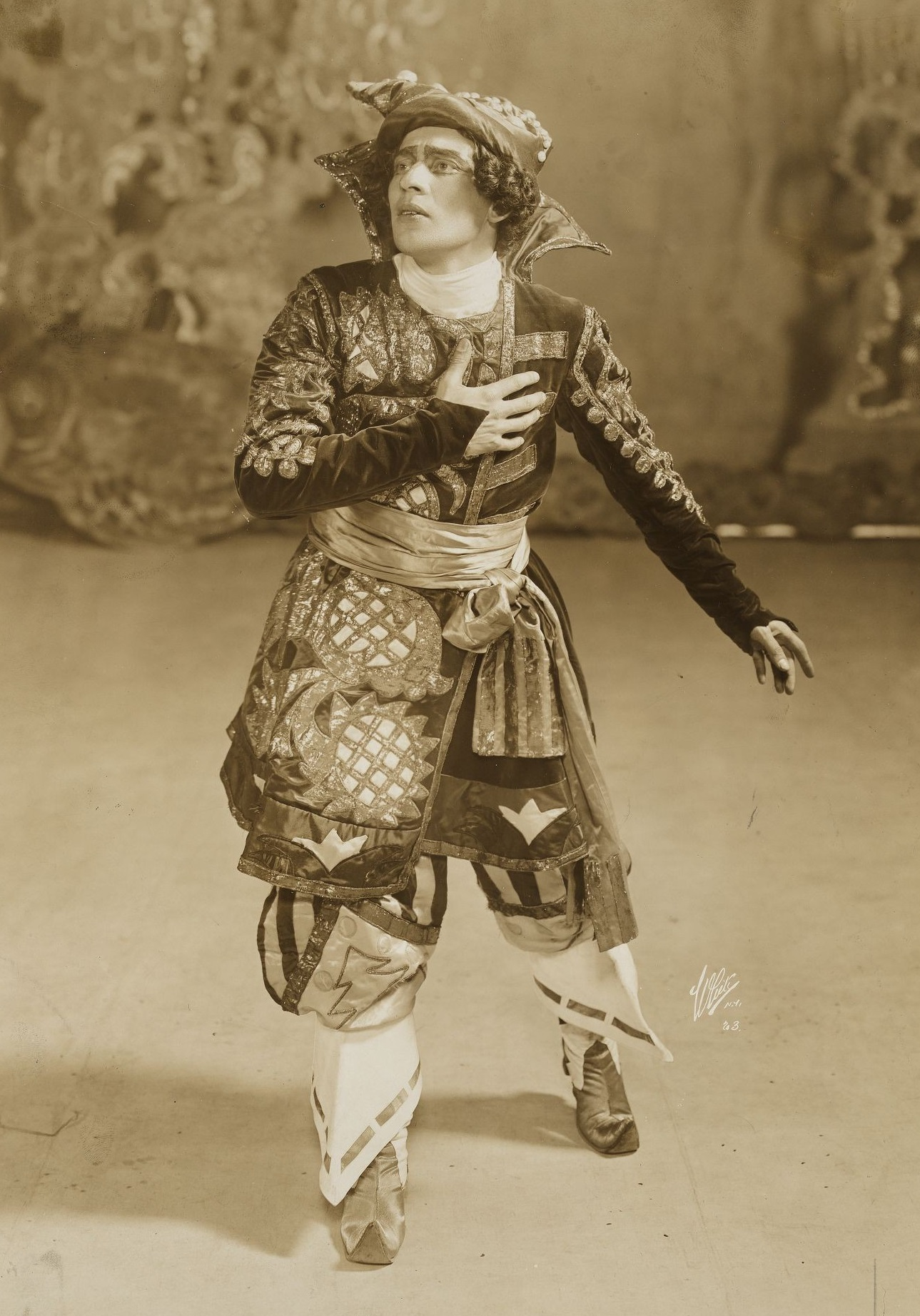
アドルフ・ボームの演ずるサトコ(1916)

リムスキー＝コルサコフはロシアの口承文学であるブィリーナを研究し、ノヴゴロドの商人でグースリ弾きであったサトコに関する伝承を題材としてオペラを書いた。
台本はブィリーナ研究者であるウラディーミル・ベリスキーらの助けを得て作曲者本人によって書かれた。1895年春ごろに作曲をはじめ、翌年完成した。
1897年12月26日（グレゴリオ暦では1898年1月7日）にモスクワのソロドヴニコフ劇場(Театр Солодовникова)で、サーヴァ・マモントフの私設歌劇団によって初演された。
かつて同じ題材によって交響詩『サトコ』作品5（1867年）を作曲したことがあり、オペラではこの交響詩の主要な部分を転用している。
人間世界の出来事を全音階的・民謡的な音楽で、幻想世界を人工的・半音階的な音楽で表現するという、グリンカ『ルスランとリュドミラ』以来の様式は、この作品において極度に発達している。第2場でサトコがはじめてヴォルホヴァに会う場面にその典型が見られる。
第4場の後半、サトコの願いによって各国からの商人たちが自国を紹介する箇所はもっとも有名である。ヴァリャーグの商人、インドの商人、ヴェネツィアの商人が登場するが、「ヴァリャーグ商人の歌」(Песня варяжского гостя)はソ連でコンサート用の歌曲として有名になり、一方「インドの歌」はクラシック音楽の枠組みを越えてBGMとして世界的に使われている。

## 楽器編成
フルート3（3番はピッコロ持ちかえ）、オーボエ2、コーラングレ、クラリネット3（2番は小クラリネット、3番はバスクラリネット持ちかえ）、ファゴット2、コントラファゴット、ホルン4、トランペット2、アルトトランペット、トロンボーン3、チューバ、ティンパニ、スネアドラム、トライアングル、タンバリン、シンバル、バスドラム、タムタム、鐘、グロッケンシュピール、ピアニーノ、ハープ、弦5部。

## 登場人物
- サトコ（テノール）- ノヴゴロドのグースリ弾き。
- ヴォルホヴァ（ソプラノ）- 海の帝王の娘。
- 海の帝王（バス）
- リューバヴァ（メゾソプラノ）- サトコの妻。
- ニェジャータ（メゾソプラノ）- キエフのグースリ弾きの若者。
- ヴァリャーグの商人（バス）
- インドの商人（テノール）
- ヴェネツィアの商人（バリトン）
- 亡霊（バリトン）- 托鉢巡礼の姿をした古代の戦士の霊。

ほかに道化師（スコモローフ）たちなどが登場する。

## あらすじ
中世のノヴゴロド公国を舞台とする。
海を描写する前奏曲ではじまる。

### 第1場

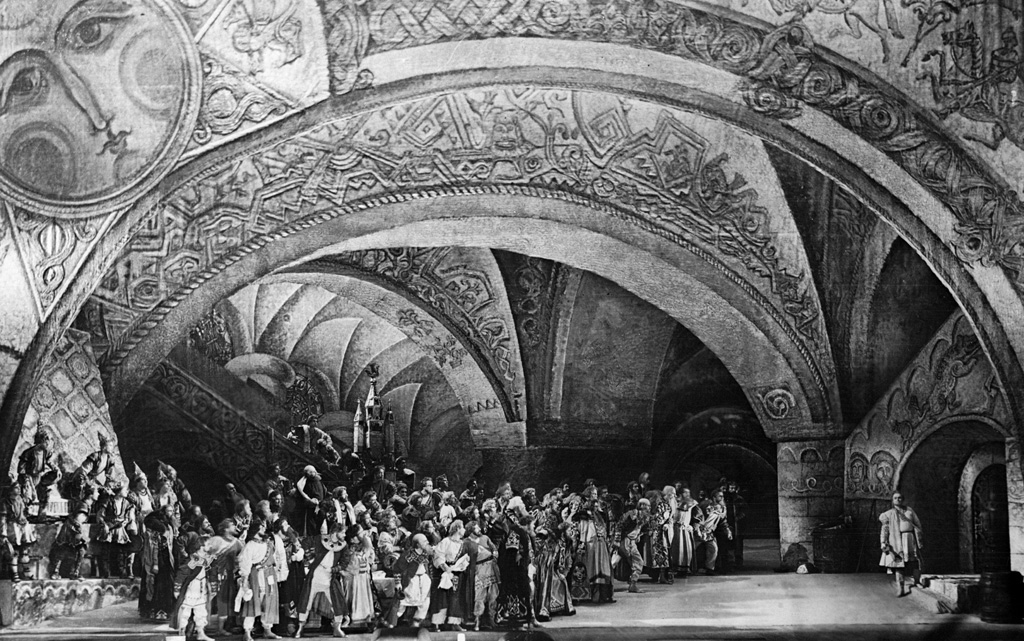
第1幕、ボリショイ劇場(1952)

ノヴゴロドの商人組合の祭で、キエフから来たグースリ弾きニェジャータはブィリーナを歌って好評を博する。次に人々はサトコにノヴゴロドのすばらしさを歌ってくれるように頼むが、サトコは「ノヴゴロドが海に通じていればもっと裕福になれたのに」という彼の信念を歌い、自分が裕福ならばノヴゴロドの商品を買い占めて世界の海を旅したいと歌う。商人組合はサトコがほら吹きで組合を侮辱したと怒り、彼を追い出す。その後は道化師たちが歌い踊る。

### 第2場
夜、イリメニ湖のほとりを放浪するサトコがグースリにのせて歌を歌っていると、湖の白鳥が美しい娘たちになってサトコの前にあらわれる。そのひとりは海の帝王の末娘のヴォルホヴァを名乗る。サトコがホロヴォードを演奏すると、ヴォルホヴァ以外の12人の娘たちは輪になり、林の奥へと消える。
ヴォルホヴァは、自分が人間と結婚する運命にあることを説明する。彼女はサトコに、3匹の黄金の魚を捕えれば世界の海に貿易に出る望みがかなうと伝える。夜が明けると湖から海の帝王が出現して、ヴォルホヴァを湖に連れ戻す。

### 第3場
サトコの家。サトコが帰ってこないのを妻のリューバヴァが心配している。そこへサトコが戻るが、彼の心は家庭にはなく、イリメニ湖でひと儲けする計画を話し、ふたたび家を出ていく。残されたリューバヴァはサトコが自分を愛していないと思い、嘆く。

### 第4場
ノヴゴロド中の人々の集まる日。サトコは湖で黄金の魚が得られるという話をするが、商人たちはその話を馬鹿にし、得られないことに自分たちの財産を賭ける。サトコが湖に網を投げ入れ、ヴォルホヴァの助けによって見事に黄金の魚を得る。ふたたび網を引き上げると今度は金塊がかかる。一躍大金持ちになったサトコを、ニェジャータや道化師がほめたたえる。
サトコは得た財産を元手に船員を雇い、貿易商人として世界の海に乗りだす準備を整え、各国の商人に自分の国がどのようなところかを説明してもらう。それに答えてヴァリャーグ商人は厳しい自然を、インド商人は天然の富を、ヴェネツィア商人は島の上の都市の生活をそれぞれ歌う。サトコはリューバヴァに別れを告げて海に乗りだす。

### 第5場
12年がたち、サトコの商船は風がなくなって立ち往生する。海の帝王に捧げ物をしなかったためにその怒りに触れたとサトコは言い、帝王の怒りを静めようと、商船の荷物を海へ投げこむが、状況は変わらない。海の帝王の生贄になる者をくじを引いて決めるが、サトコがくじに当たる。サトコがグースリを抱いて海に沈むと、風が再び吹いて船は動きだす。

### 第6場

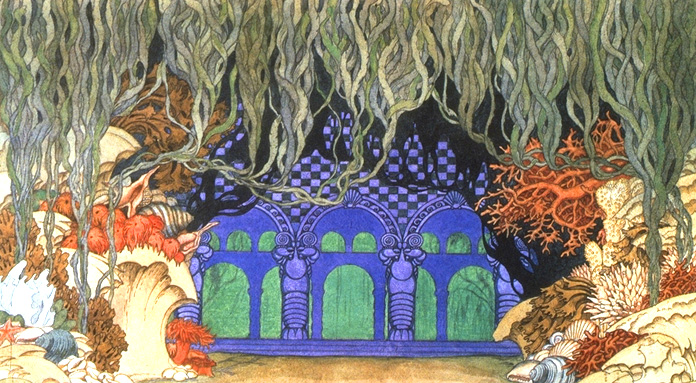
海底の宮殿（イヴァン・ビリビン画）

海底に到着したサトコは、海の帝王の怒りをなだめるために、帝王を賛美する歌を歌う。帝王は歌に満足し、サトコとヴォルホヴァの結婚を許す。海の怪物たちが集まって結婚式の踊りがはじまるが、踊りが激しすぎて海上では大嵐となる。
巡礼者の姿をした昔の戦士の亡霊が現れてサトコのグースリを取り上げ、宴会を止めさせる。亡霊はまたヴォルホヴァを海の帝王から引き離す。サトコとヴォルホヴァは海上へと昇っていく。

### 第7場
イリメニ湖のほとりで眠るサトコに、ヴォルホヴァが子守唄を歌うが、夜が明けるとヴォルホヴァは溶けて川（ヴォルホフ川）になる。今やノヴゴロドは川によって海への出口を得た。
目ざめたサトコはリューバヴァと再会する。サトコの商船も無事で、川をさかのぼってやってくる。ノヴゴロドの人々が集まり、その合唱によって劇を終える。

## 派生作品
本作品の音楽によるバレエ『サトコ』（『海底王国』とも）が、1911年にバレエ・リュスによってパリで上演された（振付はミハイル・フォーキン）。
1952年、ソ連のアレクサンドル・プトゥシコ監督によって映画化された。リムスキー＝コルサコフの音楽を使用している。邦題は『虹の世界のサトコ』。